# Maryana Iskander
Maryana Iskander (Cairo, 1 de setembro de 1975) é uma empreendedora social americana nascida no Egito e ganhadora do prêmio Skoll. Foi CEO da Harambee Youth Employment Accelerator, uma importante ONG sul-africana. Em setembro de 2021 foi nomeada CEO da Fundação Wikimedia.

## Infância e educação
Maryana Iskander nasceu no Cairo, Egito, onde morou até emigrar para os Estados Unidos com sua família aos quatro anos de idade. Sua família se estabeleceu em Round Rock, Texas. Iskander se formou na Rice University magna cum laude com um diploma em sociologia antes de completar seu mestrado na Universidade de Oxford como Rhodes Scholar, onde fundou a Rhodes Association of Women. Em 2003, ela se formou na Escola de Direito de Yale.

## Vida profissional
Depois de se formar em Oxford, Iskander começou sua carreira como associada na McKinsey and Co. Após sua graduação na Escola de Direito de Yale, Iskander auxiliou Diane P. Wood no Tribunal de Apelações federal em Chicago, Illinois. Ela então serviu como conselheira do presidente da Rice University, David Leebron. Depois de dois anos, Iskander deixou seu emprego na Rice para assumir o cargo de Diretora Operacional da Federação de Paternidade Planejada da América em Nova York. Ela também atuou como consultora de estratégia para WL Gore &amp; Associates e assessora jurídica na Cravath, Swaine &amp; Moore em Nova York e Vinson &amp; Elkins em Houston.

### Harambee Youth Employment Accelerator
Após seu tempo na Federação de Paternidade Planejada, em 2012 Iskander começou a trabalhar como diretora operacional da Harambee Youth Employment Accelerator, na África do Sul; até tornar-se diretora executiva, em 2013. Durante seu tempo como CEO, a Harambee apresentou 100.000 jovens trabalhadores a oportunidades de trabalho em parceria com 500 empresas até junho de 2019.

## Premiações
Maryana Iskander recebeu vários prêmios e bolsas de estudo notáveis. Isso inclui o Prêmio Skoll de Empreendedorismo Social e o Prêmio Alumnae Distinto da Escola de Direito de Yale. Em 2002, ela recebeu o prêmio Paul & Daisy Soros Fellowship for New Americans, que é concedido a imigrantes ou filhos de imigrantes "que estão prestes a fazer contribuições significativas para a sociedade, cultura ou campo acadêmico dos Estados Unidos". Ela foi premiada com uma bolsa Rhodes e bolsa Harry S. Truman. Ela também foi membro da classe de 2006 de Henry Crown Fellows no Aspen Institute, e de sua Aspen Global Leadership Network. A organização e sua liderança foram reconhecidas com prêmios e financiamento de organizações como a Skoll Foundation e a USAID.

## Publicações
Iskander publicou dois artigos nas revistas jurídicas de Yale, “Why Legal Education is Failing Women” e “Methodology Matters”. Ela também foi mencionada em dois livros, View from the Top, de Michael Lindsay, e Make Trouble, de Cecile Richards. Ela também teve artigos publicados no Portal da África e no South African Daily Maverick.